# Carrizo de la Ribera
Carrizo de la Ribera es un municipio y villa española de la provincia de León, en la comunidad autónoma de Castilla y León. Se encuentra en la comarca de la Ribera del Órbigo y cuenta con una población de 2222 habitantes (INE 2024).

## Historia
Los orígenes de la comarca se remontan a época céltica, encontrándose también restos de villas romanas. Pero la importancia de la villa vendrá de la mano de la fundación del monasterio de Santa María de Carrizo, instituido en 1176 por Estefanía Ramírez, esposa del conde Pedro Ponce de Minerva. En torno al cenobio se construyó el pueblo habitado por gentes llegada de las villas cercanos, especialmente de El Villar de las Ollas. Será el monasterio el centro de la vida del pueblo durante la Edad Media y allí acudirán importantes personajes como la reina Berenguela y el noble Suero de Quiñones. Carrizo contaba con hospital y prisión, estando la villa y los pueblos de la zona directamente bajo la jurisdicción de la abadesa.
La decadencia de la villa llegará en el siglo XIX, al ser obligada la comunidad de religiosas a exclaustrarse en 1868. Las propiedades son adquiridas por la familia González Regueral. En los años 50 del siglo XX la comarca experimenta un importante desarrollo gracias a la ganadería y el cultivo de productos destinados a la industria, especialmente el lúpulo.
Por toda la orilla occidental de la vega del Órbigo existen restos de castros romanos y prerromanos. En la otra orilla destaca Alcoba, uno de los puntos de encuentro de tropas cristianas y árabes y por donde, en un principio, debió cruzar una vía jacobea.
Precisamente La Milla debe también su nombre a su origen romano, un miliario que marcaba la ruta que subía hacia el norte por este lado del Órbigo, y que se unía en el entorno de La Garandilla a la que subía desde Asturica Augusta (Astorga) en dirección a Santianes de Pravia (cerca de Avilés).
Por aquí pasaba también, una vía de Santiago que venía en línea recta desde León para entrar en El Bierzo por la cuenca del río Tremor, después de pasar por Castro, Culebros y Villagatón, en La Cepeda.

## Demografía
Cuenta con una población de 2222 habitantes (INE 2024).
| Gráfica de evolución demográfica de Carrizo entre 1857 y 2021 |
| |
| Población de derecho según los censos de población del INE. Población de hecho según los censos de población del INE. En 1857 aparece este municipio porque se segrega de Llamas de la Ribera. |

## Economía
Entre el 95 y 99 % del lúpulo que se produce en España procede de León, concretamente del entorno de Carrizo y la zona del Alto Órbigo. El lúpulo, según el experto José Antonio Magadán, necesita climas continentales, con inviernos fríos y húmedos, suelos profundos y PHs neutros o ligeramente ácidos.
Un total de 250 cultivadores produjeron en 2015 un total de 1120 toneladas de lúpulo ocupando una superficie de 550 ha, que en su gran mayoría se destina a la producción de cerveza —salvo pequeñas cantidades para cosméticos—. Las variedades mayoritarias son la «Nugget» (60 %), seguida de «Magnum», con mayor contenido de alfa-ácidos y, por tanto, amargor; y luego producen en menor medida otras variedades más aromáticas, como «Cascade» o «Centennial». Aun así la producción es insuficiente y hay que importar un 50 % de otros países europeos, como Alemania, Reino Unido y Polonia.
El mercado español del lúpulo está centralizado por la Sociedad Anónima Española de Fomento del Lúpulo, con sede en León e integrada por la Unión de Cerveceros y la S.A.T. Grupo de Cultivadores de este cultivo, que aglutina a más de 300 cultivadores. Desde su creación en 1945 hasta nuestros días, ha estado dirigida a garantizar la existencia y subsistencia de esta producción en España. En los últimos años, el «monopolio del lúpulo» encuentra competidores en regiones de Galicia y La Rioja. Su producción inicial se focalizó en las provincias de La Coruña, León y Asturias, aunque con el paso del tiempo se redujo a la provincia de León. En la década de 1990 se llegaron a producir hasta 2000 toneladas.

## Cultura

### Patrimonio
Monasterio de Santa María de Carrizo
Palacio de los marqueses de Santa María de Carrizo
Es originalmente (siglo XVII) una ampliación del Monasterio dedicada a Hospital de Peregrinos. Como consecuencia de la desamortización de los bienes de la Iglesia en el siglo XIX, pasó a manos privadas junto con el resto del Monasterio, y el comprador como consecuencia de permitir el retorno de la comunidad religiosa mediante un Usufructo Vitalicio, fue favorecido por el Papa Pío X, con el título Nobiliario Pontificio de Marqués de Santa María de Carrizo.
El edificio, junto con una parte de la clausura del Monasterio, sufrió un pavoroso incendio en 1947, posteriormente se restauró y de esa fecha data su aspecto interior actual.
Ermita del Villar
A tres kilómetros de Carrizo al oeste, en ella se venera la Virgen del Villar, patrona de Carrizo, su imagen original del siglo XI se conserva por motivos de seguridad en el Monasterio.
Al lado están los restos del antiguo pueblo de Villar de las Ollas y la fuente Prieta a la que en la actualidad se atribuyen efectos curativos.
Iglesia parroquial de San Andrés Apóstol
Del siglo XVIII, posee un retablo barroco con una imagen de San Andrés de la escuela de Gregorio Fernández. También de interés son las imágenes de La Dolorosa y El Nazareno.
Puente de hierro
Se encuentra en la población de Villanueva de Carrizo y cruza el río Órbigo. Dispone de dos tramos, un primer tramo construido en cubierta de hierro en 1895 y un segundo tramo construido en hormigón en 1905.
Antigua casa rectoral
Es una pequeña casa porticada y la más antigua que hoy se conserva con su estructura original.

### Fiestas

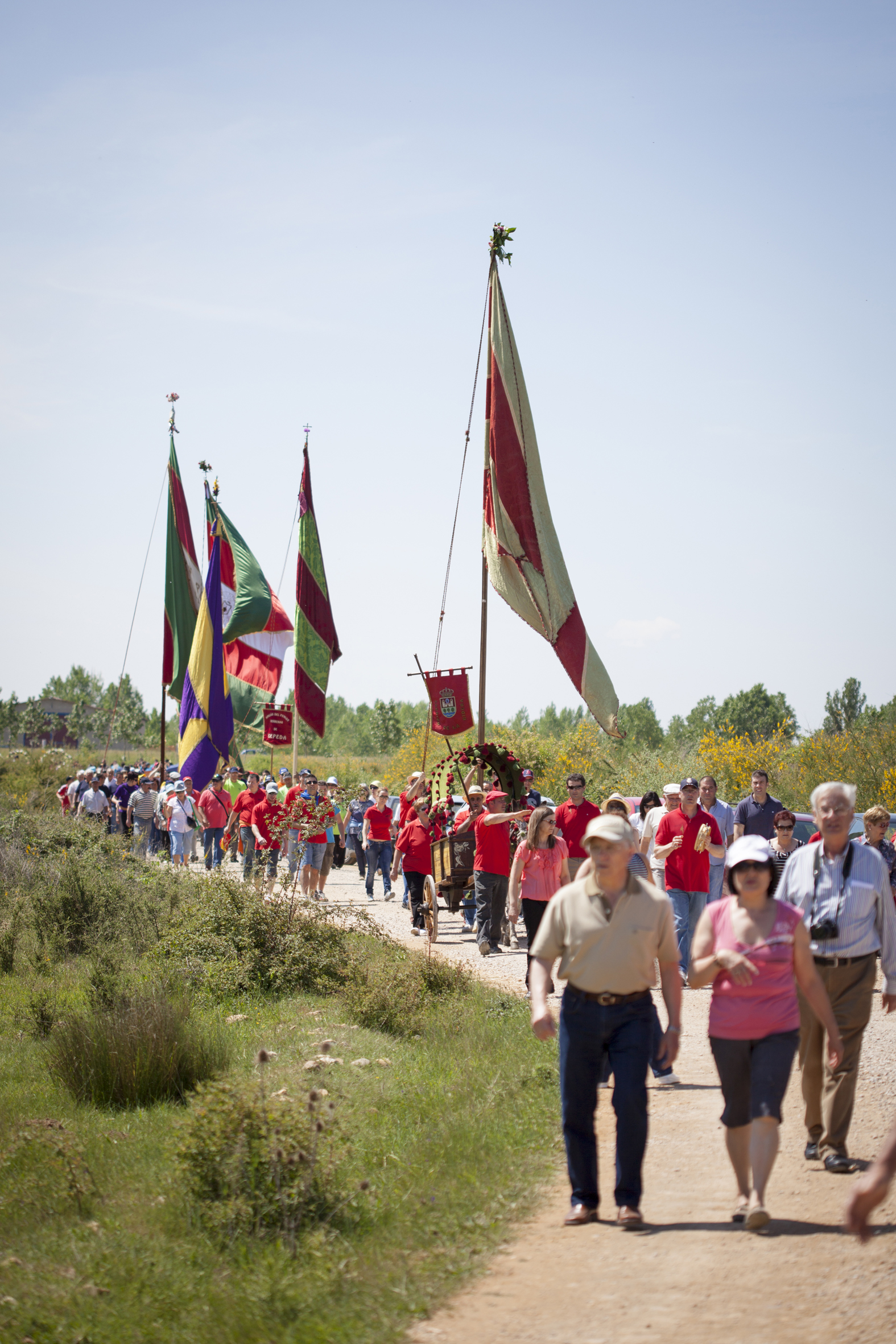
Romería de la Virgen del Villar

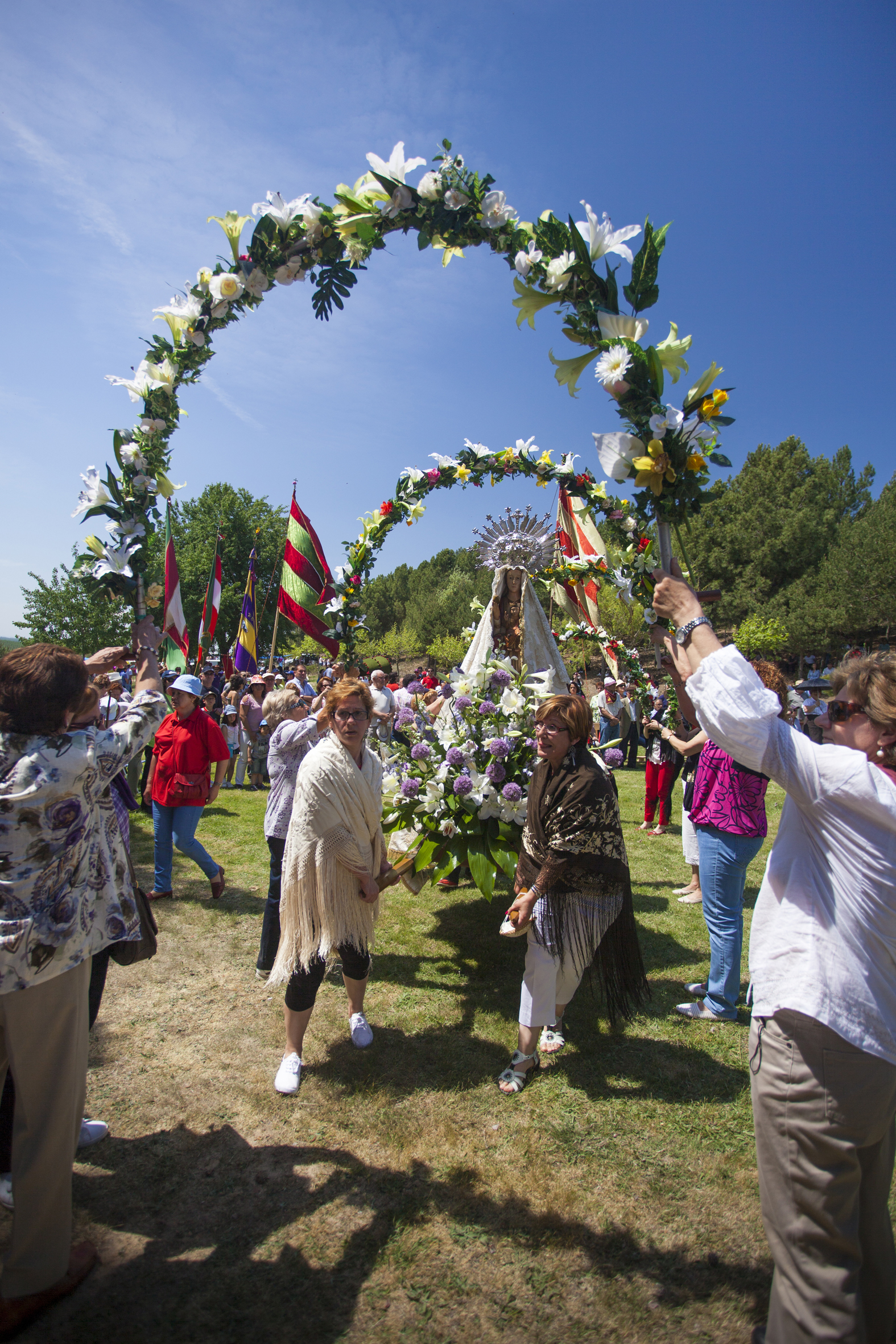
Romería de la Virgen del Villar

- El Villar (Martes de Pentecostés, entre finales de mayo y primeros de junio) procesión de la patrona (Virgen del Villar) hasta la ermita del mismo nombre con danzas típicas de Carrizo y bailes regionales. La procesión la encabeza el pendón de Carrizo.
- San Blas, 3 de febrero, tiene como marco el Monasterio.
- Carnaval, se celebra principalmente en el barrio de La Campaza con meriendas tradicionales y trago para todos los vecinos. Las gentes del pueblo se disfrazan y salen los guirrios típicos de la zona.
- Semana Santa: procesiones del Vía Crucis, Encuentro y Entierro, con los pasos y sus costaleros por las calles de Carrizo.
- Festival de Teatro Villa de Carrizo: tiene lugar a finales de abril y principios de mayo en la Casa de la Cultura de Carrizo de la Ribera.
- Feria del Lúpulo y la Cerveza: el último fin de semana de julio. Es una feria multisectorial (gastronomía, artesanía...) pero su protagonista es el lúpulo, cultivo típico de la zona, y la cerveza como complemento de éste.

### Gastronomía
La comida típica de la comarca son las sopas de truchas, los embutidos, dulces de carnaval (frisuelos, orejas de carnaval)...

## Deporte
El deporte autóctono por excelencia que se practica en Carrizo, son los Bolos Leoneses, se juega con medias esferas de madera lanzadas contra nueve bolos y un boliche dentro de la cancha de la bolera. En el pueblo existen dos boleras actualmente, La Bolenga y una bolera cubierta.
El polideportivo municipal de La Bolenga cuenta con campo de fútbol, piscinas, canchas de tenis, baloncesto, frontón y pabellón polideportivo cubierto Capitán Roberto A. Cubillas.